# Platax orbicularis
Pour les articles homonymes, voir Poule d'eau.
Espèce
Platax orbicularis, le platax orbiculaire ou platax rond, quelquefois appelé poule d'eau, est une espèce de poissons marins de la famille des Ephippidae.

## Répartition et habitat
Le platax rond vit le long des côtes dans les eaux tropicales de l'Indo-Pacifique de la surface à 30 m de profondeur. C'est une espèce récifale.

## Description
Ce poisson mesure au maximum 50 cm de longueur.

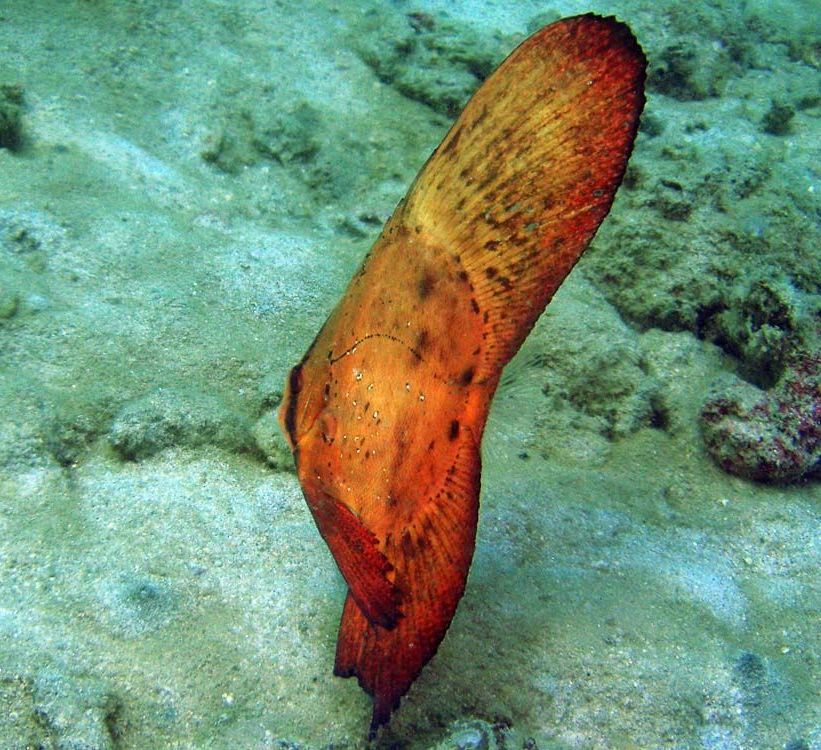
Platax rond juvenile, île de Ko Pha Ngan, Thaïlande

Il vit en solitaire ou en petit groupes et il se nourrit d'algues, d'invertébrés et de petits poissons.